# Взаємне страхування
Взає́мне страхува́ння (mutual insurance) — форма страхового захисту, за якої страхувальники, котрі мають споріднені майнові інтереси та ризики, одночасно є членами страхового товариства.
Взаємне страхування — довготермінова домовленість між групою осіб (юридичних і фізичних) про відшкодування один одному у певних частках збитків у разі настання страхових випадків. Нині взаємне страхування має значне поширення в зарубіжних країнах[джерело?], особливо в особистому страхуванні, страхуванні сільськогосподарських, морських ризиків. Взаємне страхування в Україні ще не розвинулось[джерело?].